# 시바타 아야
시바타 아야(柴田 阿弥,しばた あや, 1993년 4월 1일 - )는 일본 여성 아이돌 그룹 전 SKE48 팀E의 멤버이다. 센트 포스 소속.

## 개요
- 전 SKE48 팀E 멤버.
- 2016년 8월 31일에 SKE48 팀E 졸업.